# Резепкина, Алина Владимировна
Вингерт Алина Владимировна (дев. Резепкина) (род. 13 октября 1994, Находка) — Мастер спорта России международного класса по Кудо, Мастер спорта России по Дзюдо, кандидат в мастера спорта России по Самбо, черный пояс, 2 дан Кудо.
Обладатель Первого Кубка Азии по КУДО (Владивосток, 14 июня 2014 г), Чемпионка Мира по КУДО 2014 Токио, Япония, четырехкратная чемпионка России по Кудо в абсолютной женской категории (2011, 2012, 2014, 2016), Обладатель Кубка России по Кудо (2013),трёхкратная победительница Первенства России по Кудо (2008, 2009, 2010), бронзовый призёр Юниорского кубка Европы по Дзюдо (2011, Киев), победительница Первенства России по Дзюдо (2010), многократная победительница и призёр чемпионатов и первенств Дальневосточного Федерального округа и других турниров по Кудо, Дзюдо, Самбо, боксу, кикбоксингу и Армейскому рукопашному бою.
По результатам проведенного сезона и Всероссийский сборов Федерации Кудо России, Алина Резепкина отобралась в качестве первого номера в женской категории Сборной России по Кудо на Чемпионат Мира по Кудо 2014 года[Сформирован состав Сборной России по КУДО http://kudo.ru/news/1074].

## Интересные факты
- А. Резепкина стала обладателем чёрного пояса 1 дана Кудо в возрасте 10 лет. Право носить 2 дан Кудо А.Резепкина заслужила в апреле 2012 года, сдав все аттестационные нормативы.
- В связи с отсутствием пары, А.Резепкина на многих соревнованиях выступала в категориях с мальчиками-ровесниками (или возрастом чуть старше), что не мешало ей одерживать победы на различных турнирах.
- А.Резепкина, кроме всего прочего, является членом юниорской сборной команды России по Дзюдо.
- Победа А.Резепкиной над И.Быковой в финале Чемпионата России по Кудо 2012 года стала настоящей сенсацией, что нашло своё отражение в реакции Федерации Кудо России (см. ссылки и аудио ссылки), так как И.Быкова считалась непобедимой до этого момента.
- Роман Михайлович Анашкин — Федерации кудо России так отозвался о победе А. Резепкиной над «носительницей стиля Кудо» Ириной Быковой[4]:

Поражение Быковой от Алины Резепкиной — главное спортивное событие Чемпионата. Алине всего 17 лет, она из Владивостока. Около 5 лет назад руководитель отделения КУДО Владивостока Денис Сивопляс сказал, что у него есть девочка, которая скоро сможет потягаться с Быковой. Тогда его слова всерьез воспринять было сложно. Но время не стоит на месте. Алину тренировал её отец, она воспитывалась на боях Быковой и мечтала её победить. В прошлом году Алина выиграла чемпионат России в 15 лет. Быкова в Чемпионате не участвовала, так как готовилась к Кубку Мира. Сегодня произошла их первая очная встреча в финале. Алина одержала победу абсолютно заслуженно!

## Видео ссылки
- Финальный бой Чемпионата России по Кудо 2012 года в абсолютной женской категории
- Тренировка Алины Резепкиной
- Первенство Приморского края 2011

## Аудио ссылки
- Роман Анашкин в гостях Радио «Маяк»